# Равон
Равонът (на явански: ꦫꦮꦺꦴꦤ꧀) е супа, традиционна за Източна Ява в Индонезия.
Тя се приготвя от говеждо месо и черни ядки келуак, които ѝ придават характерен вкус и черен цвят. В супата се използват и различни подправки, като чесън, шалот, джинджифил, куркума, червени люти чушки и сол. Те се сотират в растително масло преди да се добавят към нарязаното на кубчета и сварено месо. След сваряването се добавят още подправки, като лимонова трева, галангал, дафинов лист, листа от зелен лимон и захар.